# Pablo Díaz (actor chileno)
Pablo Díaz Del Río (Santiago, 14 de diciembre de 1978) es un actor, productor y empresario audiovisual chileno.

## Biografía
Sus padres son Eduardo Díaz Herrera —político fundador de Patria y Libertad y alcalde de Toltén entre 1996 y 2002— y Bárbara del Río Goudie —empresaria, miembro del Grupo Inder y accionista de Falabella—. Sus hermanos son Francisca, una empresaria, y Eduardo, diputado por el Distrito N.º 51 entre 1998 y 2010. Su primo, Nicolás Monckeberg Díaz, es un político y fue ministro del Trabajo y Previsión Social en el segundo gobierno de Sebastián Piñera. Su abuelo materno, José Luis del Río Rondanelli, fue un político y empresario fundador de Sodimac. La familia Del Río Goudie está ligada a la política y a los negocios a través de los grupos Inder y Dercorp, controladores de Holding Dersa, Pesquera Friosur, Salmones Friosur, Falabella y Tecnofast.
Sus estudios escolares los realizó en el Saint George's College. Luego estudió actuación en la Universidad de Chile. Se hizo conocido por la telenovela Machos (2003) de Canal 13, con su papel de Antonio Mercader, el menor de los hermanos Mercader.

## Carrera empresarial
Entre 2013 y 2017 se asoció con el cineasta Alex Bowen, formando Bowen DDRío Producciones, empresa de producción audiovisual que, de manera externa, realizó las telenovelas para Televisión Nacional de Chile, una de ellas, La Chúcara (2014).
Desde 2018 es propietario de RIO Estudios, empresa de producción audiovisual cuyos estudios se encuentran en Recoleta. Entre 2019 y 2021, Pablo Díaz firmó un contrato con Mega para coproducir telenovelas gestionadas por María Eugenia Rencoret. A partir de 2022, RIO firmó un contrato con Chilevisión para producir nuevas ficciones.

## Controversias

### Conflicto político
En 2012, Pablo Díaz a través de su cuenta de Twitter, acusó de «sinvergüenzas» al político Franco Parisi, atribuyéndole haber sido amante de su cuñada con el fin de obtener información privilegiada de la empresa familiar.
En 2020 el productor envió una carta al presidente de la DC, Fuad Chahín, luego de que por segundo año consecutivo su proyecto audiovisual Magnicidio, basado en el asesinato de Eduardo Frei Montalva, no se adjudicara el fondo CNTV para producir la serie, debido al nulo interés partidario del militante y miembro del directorio Genaro Arriagada.

### Acusaciones laborales
Las actrices Mariana Derderián y Bárbara Ruiz-Tagle interpusieron una demanda por acoso y maltrato laboral contra la empresa DDRIO Televisión Ltda., propiedad de Pablo Díaz. En 2016, la Corte de Apelaciones de Santiago rechazó el recurso de nulidad presentado por la productora DDRIO Televisión Ltda. que pretendía revocar la sentencia, dictada por el Primer Juzgado de Letras del Trabajo que acogía una demanda de desafuero maternal presentada por una de las actrices. El tribunal ordenó a DDRio Televisión pagar a Ruiz-Tagle la suma de $2.288.803 por concepto de remuneraciones impagas más las cotizaciones previsionales de mayo, junio y 12 días de julio de 2015.

## Filmografía

### Cine
- L.S.D (2000)
- Secuestro (2005)
- Mirageman (2007)
- Normal con alas (2007)
- Súper, todo Chile adentro (2008)
- Desde el corazón (2009)
- Amar y morir en Chile (2012)
- Matar a Pinochet (2019)

### Telenovelas
- Piel canela (2001)
- Machos (2003)
- Hippie (2004)
- Descarado (2006)
- Vivir con 10 (2007)
- Cuenta conmigo (2009)
- Conde Vrolok (2009)
- La familia de al lado (2010)
- Maldita (2012)
- Solamente Julia (2013)
- Esa no soy yo (2015)
- Un diablo con ángel (2017)
- Dime quién fue (2017)

### Series
- Mea culpa (2003)
- Casado con hijos (2007)
- Paz (2008)
- Héroes invisibles (2019)

### como Productor
| Década | Año       | Título                   | Cargo                        | Medio        |
| ------ | --------- | ------------------------ | ---------------------------- | ------------ |
| 2010   | 2013      | Solamente Julia          | Productor ejecutivo asociado | Bowen DDRio  |
| 2010   | 2013-2014 | El regreso               | Productor ejecutivo asociado | Bowen DDRio  |
| 2010   | 2014      | Volver a amar            | Productor ejecutivo asociado | Bowen DDRio  |
| 2010   | 2014-2015 | La chúcara               | Productor ejecutivo asociado | Bowen DDRio  |
| 2010   | 2015      | Esa no soy yo            | Productor ejecutivo asociado | Bowen DDRio  |
| 2010   | 2016      | Un diablo con ángel      | Productor ejecutivo asociado | Bowen DDRio  |
| 2010   | 2017-2018 | Dime quién fue           | Productor ejecutivo asociado | Bowen DDRio  |
| 2010   | 2019-2021 | 100 días para enamorarse | Productor ejecutivo asociado | Rio Estudios |
| 2020   | 2020      | Edificio corona          | Productor ejecutivo asociado | Rio Estudios |
| 2020   | 2020      | Demente                  | Productor ejecutivo asociado | Rio Estudios |
| 2020   | 2021      | Amar profundo            | Productor ejecutivo asociado | Rio Estudios |
| 2020   | 2023      | Dime con quién andas     | Productor ejecutivo asociado | Rio Estudios |